# 瓦努阿群島
瓦努阿群島（Vanua Levu Group）是斐濟的群島，位於該國北部的太平洋南部海域，由北部大區負責管轄，主島有瓦努阿島，面積6,199平方公里，1996年人口140,016。
16°35′S 179°11′E / 16.583°S 179.183°E